# Lin Xin
Lin Xin (廩辛) fue un rey de China de la dinastía Shang. Según los Anales de Bambú, su nombre era Feng Xin (冯辛). Otro libro, la El pueblo histórico de los Han (汉书, 古今人表), también le llama Feng Xin.
Ascendió al trono el año de Gengyan (庚寅). Su capital era Yin (殷).
Según los Anales de Bambú, gobernó durante 4 años, pero las Crónicas históricas le dan 6 años.